# Biniam Girmay
Biniam Girmay Hailu (Asmara, 2 aprile 2000) è un ciclista su strada eritreo che corre per il team Intermarché-Wanty.
Professionista dal 2020, ha vinto la Gand-Wevelgem 2022, diventando il primo corridore africano a conquistare una grande classica World Tour. Inoltre, ha conquistato la medaglia d'argento in linea Under-23 ai campionati del mondo 2021, una tappa al Giro d'Italia 2022, una al Giro di Svizzera 2023 e tre al Tour de France 2024, edizione che lo ha visto vincere anche la classifica a punti.

## Carriera
Nato ad Asmara, capitale dell'Eritrea, il 2 aprile 2000, Biniam scopre il ciclismo mediante suo cugino Meron Teshome. Nel 2018, Girmay entra a far parte della formazione del World Cycling Center per il suo secondo anno da junior. In quell'anno Biniam conquista tre ori ai campionati africani: nella corsa su strada, a cronometro e nella cronometro a squadre di categoria. Conquista inoltre la prima tappa dell'Aubel-Thimister-Stavelot, battendo il favoritissimo Remco Evenepoel in una volata a due.
Biniam sembra non soffrire il passaggio di categoria, tanto che a gennaio 2019, con la maglia della nazionale eritrea, vince la terza tappa de La Tropicale Amissa Bongo, la sua prima vittoria da professionista; in quell'occasione riuscì a battere, in volata, corridori come Niccolò Bonifazio e André Greipel. Questa vittoria rese Girmay il primo ciclista nato negli anni 2000 a vincere una gara professionistica. Bissa il successo un mese dopo, vincendo la quinta tappa del Tour du Rwanda, in uno sprint ristretto.
All'inizio della stagione 2020 Biniam firma il suo primo contratto da professionista con la formazione francese della Delko, con la quale conquista altre 2 tappe alla Tropicale Amissa Bongo e ottiene numerosi piazzamenti di prestigio anche in Europa, tra cui spicca il 2º posto al Trofeo Laigueglia alle spalle di Giulio Ciccone.
Nel corso della stagione 2021 Biniam si trasferisce in una formazione World Tour, la Intermarché-Wanty-Gobert Matériaux, con la quale annuncia la sua firma il 6 agosto 2021. Fa il suo debutto per la sua nuova squadra pochi giorni dopo al Tour de Pologne 2021. Circa un mese dopo conquista la sua prima vittoria da professionista in Europa alla Classic Grand Besançon Doubs e pochi giorni dopo, il 24 settembre 2021, conclude secondo nella gara in linea Under-23 ai campionati del mondo 2021 diventando il primo corridore africano di colore a salire sul podio nella storia dei Campionati del mondo di ciclismo su strada.
Tuttavia, la stagione della sua parziale rivelazione arriva nel 2022. A gennaio conquista una corsa in Spagna, seguita da piazzamenti di rilievo tra cui spiccano il 5º posto all'E3 Harelbeke e il 12º posto alla Milano Sanremo, alla sua prima partecipazione in una Classica Monumento. Il 27 marzo 2022 conquista la vittoria più importante della sua carriera, riuscendo a vincere la Gent-Wevelgem, battendo in uno sprint ristretto Christophe Laporte, Jasper Stuyven e Dries Van Gestel. Con questo successo, Biniam diventa il secondo corridore africano nella storia a vincere una gara del World tour. Il 17 maggio s'impone nella decima tappa del Giro d'Italia battendo sul traguardo di Jesi Mathieu van der Poel e diventando così il primo africano di etnia nativa a conquistare una tappa nella corsa rosa. Durante i festeggiamenti sul podio, si colpisce nell'occhio sinistro con il tappo della bottiglia di spumante, in un incidente che ne causa il ritiro dalla corsa il giorno successivo.

## Palmarès

### Strada
- 2018 (World Cycling Centre, tre vittorie)

Campionati africani, Prova a cronometro Juniores
Campionati africani, Prova in linea Juniores
1ª tappa Aubel-Thimister-Stavelot (Aubel > Aubel)
- 2019 (World Cycling Centre, due vittorie)

3ª tappa La Tropicale Amissa Bongo (Léconi > Franceville)
5ª tappa Tour du Rwanda (Karongi > Musanze)
- 2020 (Nippo Delko Provence, due vittorie)

3ª tappa La Tropicale Amissa Bongo (Mitzic > Ndjolé)
6ª tappa La Tropicale Amissa Bongo (Port-Gentil > Port-Gentil)
- 2021 (Intermarché-Wanty-Gobert Matériaux, una vittoria)

Classic Grand Besançon Doubs
- 2022 (Intermarché-Wanty-Gobert Matériaux, tre vittorie)

Trofeo Alcúdia - Port Alcúdia
Gand-Wevelgem
10ª tappa Giro d'Italia (Pescara > Jesi)
Campionati eritrei, Prova a cronometro
- 2023 (Intermarché-Circus-Wanty, due vittorie)

1ª tappa Volta a la Comunitat Valenciana (Orihuela > Altea)
2ª tappa Giro di Svizzera (Beromünster > Nottwil)
- 2024 (Intermarché-Wanty, sei vittorie)

Surf Coast Classic
Circuit Franco-Belge
3ª tappa Tour de France (Piacenza > Torino)
8ª tappa Tour de France (Semur-en-Auxois > Colombey-les-Deux-Églises)
12ª tappa Tour de France (Aurillac > Villeneuve-sur-Lot)
Saitama Criterium

#### Altri successi
- 2018 (World Cycling Centre)

Campionati africani, Cronosquadre
- 2020 (Nippo Delko Provence)

Classifica a punti La Tropicale Amissa Bongo
- 2024 (Intermarché-Wanty)

Classifica a punti Tour de France

## Piazzamenti

### Grandi Giri
- Giro d'Italia

2022: non partito (11ª tappa)
2024: ritirato (4ª tappa)
- Tour de France

2023: 125º
2024: 113º
2025: 132º

### Classiche monumento
- Milano-Sanremo

2022: 12º
2023: 28º
2024: 27º
2025: 14º
- Giro delle Fiandre

2023: ritirato
2024: 59°
2025: 35º
- Parigi-Roubaix

2025: 15º

### Competizioni mondiali
- Campionati del mondo su strada

Innsbruck 2018 - Cronometro Junior: 15º
Innsbruck 2018 - In linea Junior: 13º
Yorkshire 2019 - Cronometro Under-23: 31º
Yorkshire 2019 - In linea Under-23: 110º
Fiandre 2021 - In linea Under-23: 2º
Wollongong 2022 - In linea Elite: 54º
- Giochi olimpici

Parigi 2024 - Cronometro: 29º
Parigi 2024 - In linea: 49º